# Circolo linguistico di Praga
Il Circolo linguistico di Praga (in lingua ceca Pražský lingvistický kroužek), noto anche come scuola di Praga, era nella sua forma originale un gruppo di critici letterari e linguisti cechi e russi della prima metà del XX secolo. Il fulcro e il punto in comune dei lavori del circolo fu l'elaborazione del concetto di funzione nel linguaggio. Negli anni trenta i suoi componenti, prendendo le mosse dagli studi del ginevrino Ferdinand de Saussure, svilupparono metodi di analisi strutturalista del linguaggio, influenzando i successivi sviluppi della fonologia, della linguistica e della semiotica.
Oggi il Circolo linguistico di Praga è un'associazione filologica che mira a contribuire alla conoscenza della lingua e dei relativi sistemi di segni secondo principi funzionali-strutturali. Organizza incontri periodici con lezioni e dibattiti, pubblica pubblicazioni professionali e organizza eventi internazionali.

## Storia
Fondato nel 1926 dal linguista ceco Vilém Mathesius (presidente del circolo fino alla sua morte, nel 1945), il gruppo era formato da emigrati russi come Roman Jakobson, Nikolaj Trubeckoj, Sergej Karcevskij, il critico letterario René Wellek, l'anglista Bohumil Trnka, lo slavista e boemista Bohuslav Havránek, lo studioso di estetica Jan Mukařovský. Ebbe il suo periodo di maggiore attività nel periodo precedente lo scoppio della seconda guerra mondiale.
I componenti del circolo tennero incontri periodici regolari e pubblicarono i Travaux du cercle linguistique de Prague (trad. it. Lavori del circolo linguistico di Praga).  L'opera più significativa associata alla scuola è Fondamenti di fonologia di Nikolaj Trubeckoj, che l'autore terminò poco prima di morire.